# Junta Nominadora de Honduras
La Junta Nominadora de Honduras es la encargada de la nominación de magistrados de la Corte Suprema de
Justicia. Tiene como función única la preparación de una nómina conformada al menos por 45 candidatos que reúnan los requisitos y no se encuentren comprendidos en las inhabilidades establecidas en la Constitución de la República y la ley, entre los cuales el Congreso Nacional elegirá a 15 magistrados que integrarán la Corte Suprema de Justicia.

## Nominación de magistrados
A más tardar el 23 de enero del año de la elección de los magistrados, la Junta Nominadora enviará al Congreso Nacional una nómina con no menos 45 candidatas y candidatos (23 mujeres y 22 hombres, en ese escenario). El 25 de enero, los 128 diputados de las bancadas presentes en el Legislativo, con al menos 86 votos, elegirán a las y los 15 profesionales del derecho (como mínimo ocho mujeres) que ejercerán como magistradas y magistrados de la Corte Suprema de
Justicia.
Una vez instalada la Corte el 27 de enero, el pleno de magistradas y magistrados elige a un presidente. Posterior a ello, el presidente designa a los cinco magistrados de la Sala de lo Constitucional, mientras que las otras tres salas (Penal, Civil y Laboral) cuenta, cada una, con tres togadas y togados.

## Composición
Está compuesta por organizaciones estatales y no estatales las cuales ya eligen a sus 14 representantes (entre propietarios y suplentes) ante la Junta Nominadora que se encarga de preparar una nómina conformada por un mínimo de 45 candidatos a magistrados de la Corte Suprema de Justicia (CSJ). Esta nómina debe ser remitida al Congreso Nacional a más tardar el 25 de enero de 2023.
Conformación 2022-2023 
| Organismo                                    | Miembros                                                          | Periodo     |
| -------------------------------------------- | ----------------------------------------------------------------- | ----------- |
| Colegio de Abogados de Honduras              | - Mario Urquía (propietario) - Reina Nájera (suplente)            | 2022 - 2023 |
| Corte Suprema de Justicia de Honduras        | - Carlos Padilla (propietario) - Deysi Rodríguez (suplente)       | 2022 - 2023 |
| Sociedad Civil                               | - Martha Dubón (propietaria) - Tomás Andino (suplente)            | 2022 - 2023 |
| Comisionado Nacional de los Derechos Humanos | - Blanca Saraí Izaguirre (propietaria) - Rolando Milla (suplente) | 2022 - 2023 |
| Consejo Hondureño de la Empresa Privada      | - Olban Valladares (propietario) - Helui Castillo (suplente)      | 2022 - 2023 |
| Confederaciones de Trabajadores              | - María Elena Sabillón (propietaria) - Joel Almendares (suplente) | 2022 - 2023 |
| Claustros de profesores de Derecho           | - Waldo Rivera (propietario) - Julissa Aguilar (suplente)         | 2022 - 2023 |

## Artículo 311 de la Constitución de Honduras
Artículo 311. Los magistrados de la Corte Suprema de Justicia serán electos por el Congreso Nacional con el voto favorable de las dos terceras partes de la totalidad de sus miembros, de una nómina de candidatos no menor de tres por cada uno de los magistrados a elegir. Presentada la propuesta con la totalidad de los magistrados, se procederá a su elección.

En caso de no lograrse la mayoría calificada para la elección de la nómina completa de los magistrados, se efectuará votación directa y secreta para elegir individualmente los magistrados que faltasen, tantas veces como sea necesario, hasta lograr el voto favorable de las dos terceras partes.
Los magistrados serán electos de una nómina de candidatos propuesta por una Junta Nominadora que estará integrada de la manera siguiente:
1. Un representante de la Corte Suprema de Justicia electo por el voto favorable de las dos terceras partes de los magistrados.
2. Un representante del Colegio de Abogados, electo en asamblea.
3. El Comisionado Nacional de los Derechos Humanos. 
4. Un representante de los claustros de profesores de las Escuelas de Ciencias Jurídicas, cuya propuesta se efectuará a través de la Universidad Nacional Autónoma de Honduras (UNAH). 
5. Un representante electo por las organizaciones de la sociedad civil. 
6. Un representante de las Confederaciones de Trabajadores.
7. Un representante del Consejo Hondureño de la Empresa Privada. 

Una ley regulará la organización y el funcionamiento de la Junta Nominadora.
Constitución de la República de Honduras